# Acalypha chlorocardia
Acalypha chlorocardia är en törelväxtart som beskrevs av Paul Carpenter Standley. Acalypha chlorocardia ingår i släktet akalyfor, och familjen törelväxter. Inga underarter finns listade i Catalogue of Life.